# Hôtel de ville de Termonde
L'hôtel de ville de Termonde (Stadhuis Dendermonde en néerlandais) est un édifice de style gothique et néo-gothique situé à Termonde, dans la province de Flandre-Orientale en Belgique.
L'édifice est composé de l'ancienne Halle aux draps à gauche, du beffroi de la ville au centre et de l'ancien Hôtel de ville à droite.
En été, la façade est richement décorée au moyen de onze grands drapeaux héraldiques.

## Localisation

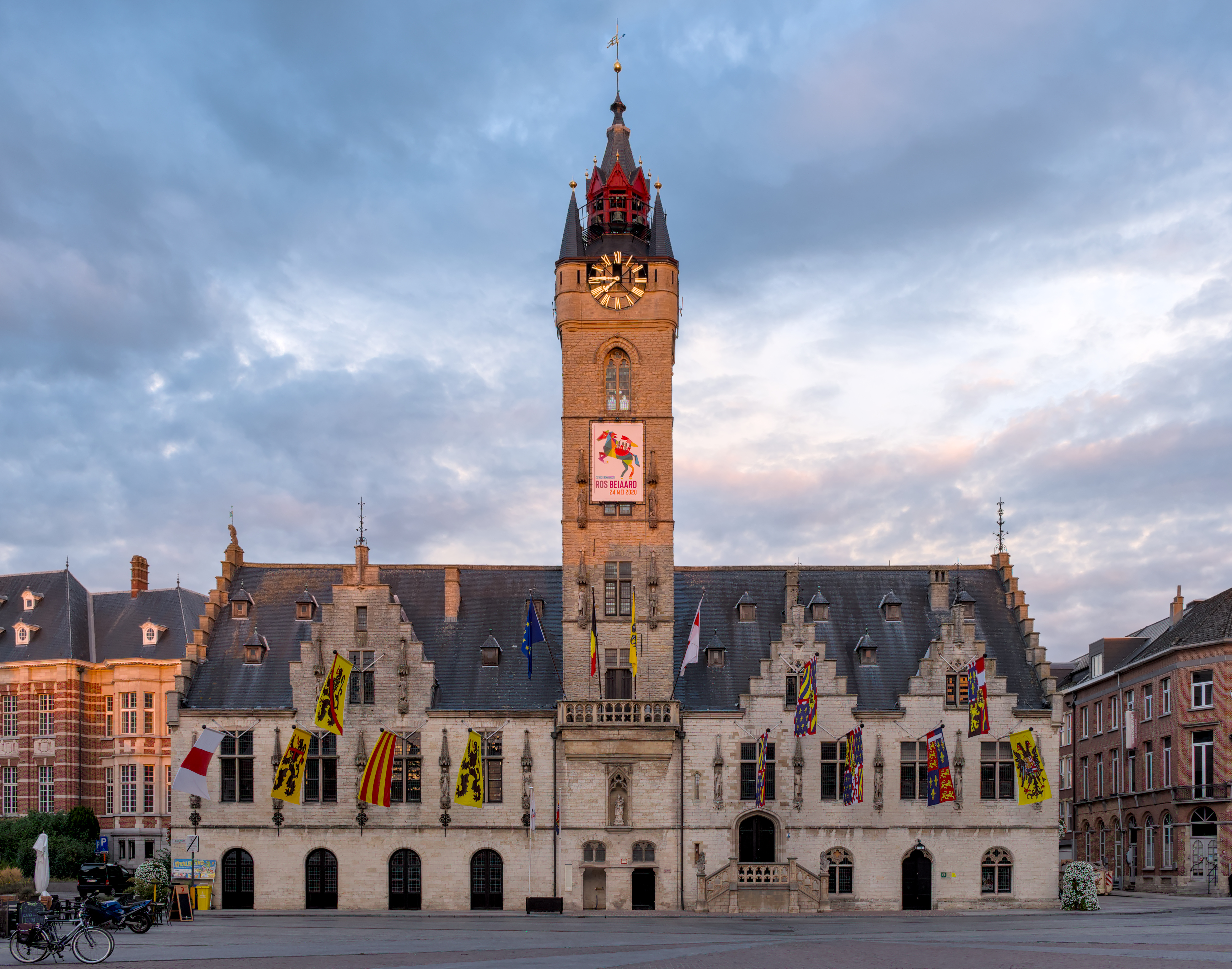
La Halle aux draps, le beffroi et l'hôtel de ville au crépuscule.

La Halle aux draps, le beffroi et l'hôtel de ville de Termonde occupent le côté est de la Grand-Place de Termonde (Grote Markt), et plus précisément le no 1. L'édifice se dresse entre la Grand-Place et la Dendre.
Le bâtiment se dresse face à la halle aux viandes de Termonde et à des maisons anciennes comme De Pelikaan (Le Pélican, de style baroque, au no 30), la maison de la Tête d'Or (Het Gulden Hoofd, de style baroque, au no 20), la maison Navicula (de style traditionnel, au no 22) et la Maison du Cygne (De Zwane, de style néo-baroque, au no 24).

## Historique

### Construction
La plus ancienne mention connue de la Halle aux draps de Termonde date de 1293. Elle se situe alors à l'emplacement du bâtiment appelé aujourd'hui Halle aux viandes : le rez-de-chaussée est à l'époque occupé par la Halle aux viandes (vleeshuis) et l'étage par la Halle aux draps (lakenhal),.
Mais lorsque l'industrie du drap, à l'époque la principale source de revenus pour les habitants de Termonde, gagne en prospérité au début du XIVe siècle, la bourgeoisie de la ville considère que la vieille Halle aux draps ne convient plus à une ville qui gagne constamment en importance.
En 1337, les tisserands obtiennent d'Ingelram Ossemont, seigneur de Termonde, l'autorisation d'aménager une nouvelle Halle aux draps sur la Grand-Place, car leur succès économique ne leur permet plus de se contenter du premier étage de la halle aux viandes.
Une nouvelle halle aux draps est donc construite de 1337 à 1350 en style gothique de l'autre côté de la place,,.
Un beffroi de près de quarante mètres de haut est érigé en 1378 à côté de la halle aux draps par l'architecte Michiel van Melbrouc (de Vilvorde), avec un local d'archive protégé contre l'incendie, destiné à conserver les chartes et privilèges de la ville,. Cette tour semble n'avoir jamais été destinée aux tisserands mais a servi dès le début de beffroi à la ville, qui en assumait l'entretien et y postait ses gardes,.
Après le pillage de la ville par les Gantois en 1380, le bâtiment est agrandi en 1394-1405 et se voit doté d'une aile supplémentaire à droite du beffroi : on y ajoute une salle échevinale (chambre du conseil) et un magasin de laine, auxquels s'ajoute une chapelle échevinale en 1415,,.
La maison échevinale est une nouvelle fois agrandie en 1551 par l'achat de l'auberge voisine, Den Grooten Oeijvaart, au premier étage de laquelle une chambre sera plus tard aménagée pour les hôtes de marque.

### Transformations
De 1864 à 1896, l'hôtel de ville fait l'objet d'une transformation profonde par l'architecte communal Édouard Bouwens,.
À cette occasion, la maison échevinale voit son pignon à gradins unique remplacé par deux pignons à gradins plus petits.
Bouwens remplace également le pignon baroque à volutes de la Halle aux draps par un pignon à gradins dans un souci d'harmonisation avec les pignons à gradins de la maison échevinale.

### Destruction et reconstruction
Le 17 septembre 1914 à 17 heures, un obus allemand s'écrase sur la flèche en bois du beffroi, qui prend feu et s'effondre sur le toit de l'Hôtel de ville. L'hôtel de ville est détruit par l'incendie, qui ne laisse que les murs extérieurs et le beffroi,,.
L'hôtel de ville est reconstruit en 1920-1922 sous la direction de l'architecte communal Alexis Sterck et, en 1924-1926, l'aile arrière disposée le long de la Dendre est refaite en style néo-gothique d'après un projet de l'architecte communal Fernand de Ruddere,,.
L'administration communale quitte l'hôtel de ville en 1984 pour un nouveau centre administratif situé rue Franz Courtens.
L'hôtel de ville accueille aujourd'hui l'office du tourisme et la Salle des Mariages. Son beffroi est inscrit depuis 1999 au patrimoine matériel de l’UNESCO en tant que partie des Beffrois de Belgique et de France.

## Classement
L'hôtel de ville fait l'objet d'un classement au titre des monuments historiques depuis le 6 janvier 1943 et figure à l'inventaire du patrimoine immobilier de la Région flamande sous la référence 49012,.

## Architecture

### Façade principale
Le bâtiment est composé de quatre ailes disposées autour d'une petite cour centrale.
L'aile principale est l'aile occidentale, dont la façade en grès lédien est tournée vers la Grand-Place. Cette aile comprend, de gauche à droite, l'ancienne halle aux draps, le beffroi et l'ancien hôtel de ville, qui remontent au XIVe siècle.
Cette aile occidentale présente un total de neuf travées : quatre pour la halle aux draps, une pour le beffroi et quatre pour l'hôtel de ville.
La façade est surmontée de trois pignons à gradins en grès percés chacun d'une fenêtre à croisée : un seul pignon pour la halle aux draps contre deux pour l'hôtel de ville.
La toiture en bâtière couverte d'ardoises de couleur anthracite porte deux registres de petites lucarnes en bois.

#### Halle aux draps
La partie gauche est constituée de l'ancienne halle aux draps ou halle des tisserands (laken halle). La tissanderie fut longtemps une des sources de la prospérité de Termonde, à tel point que Gand, Bruges et Ypres en devinrent jalouses.
De style gothique,, l'ancienne halle aux draps est d'un agencement très régulier, contrairement à l'hôtel de ville, situé à droite : elle est percée au rez-de-chaussée de quatre baies cintrées, qui constituaient à l'origine les portes de la halle aux draps, et de quatre fenêtres à croisée à l'étage. Les trumeaux sont ornés de cinq statues logées dans des niches à baldaquin. Réalisées en 1895 par Aloïs De Beule, elle représentent les seigneurs et dames de Termonde : Walter II et Mathilde I de Termonde, Robert I et Mathilde II de Termonde et Robert II de Béthune. 
Les deux travées centrales sont surmontées d'un pignon à gradins en grès percé d'une fenêtre à croisée et orné des statues de Daniel de Termonde et du croisé Walter Ier de Termonde.

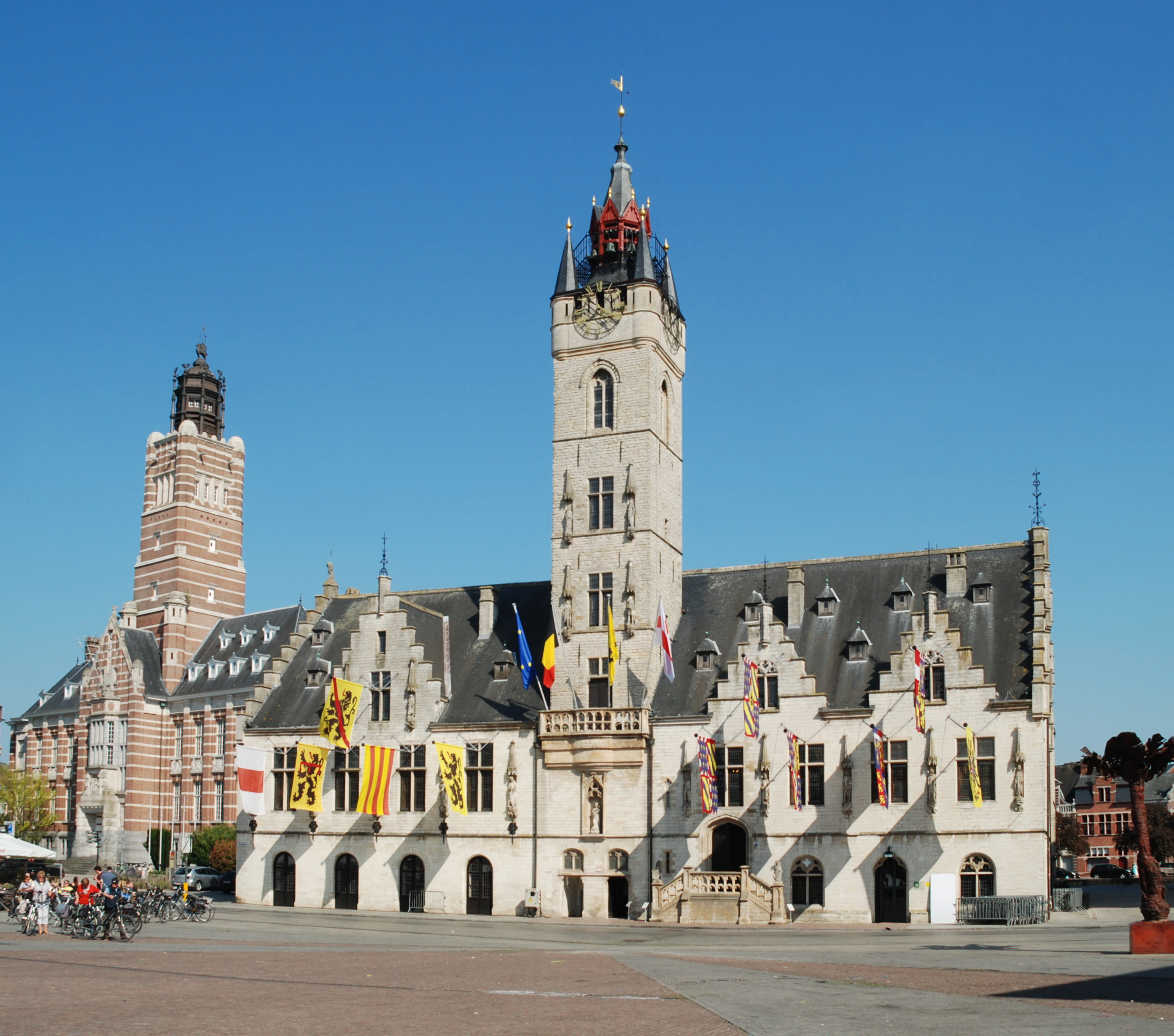
La halle aux draps, le beffroi et l'hôtel de ville.
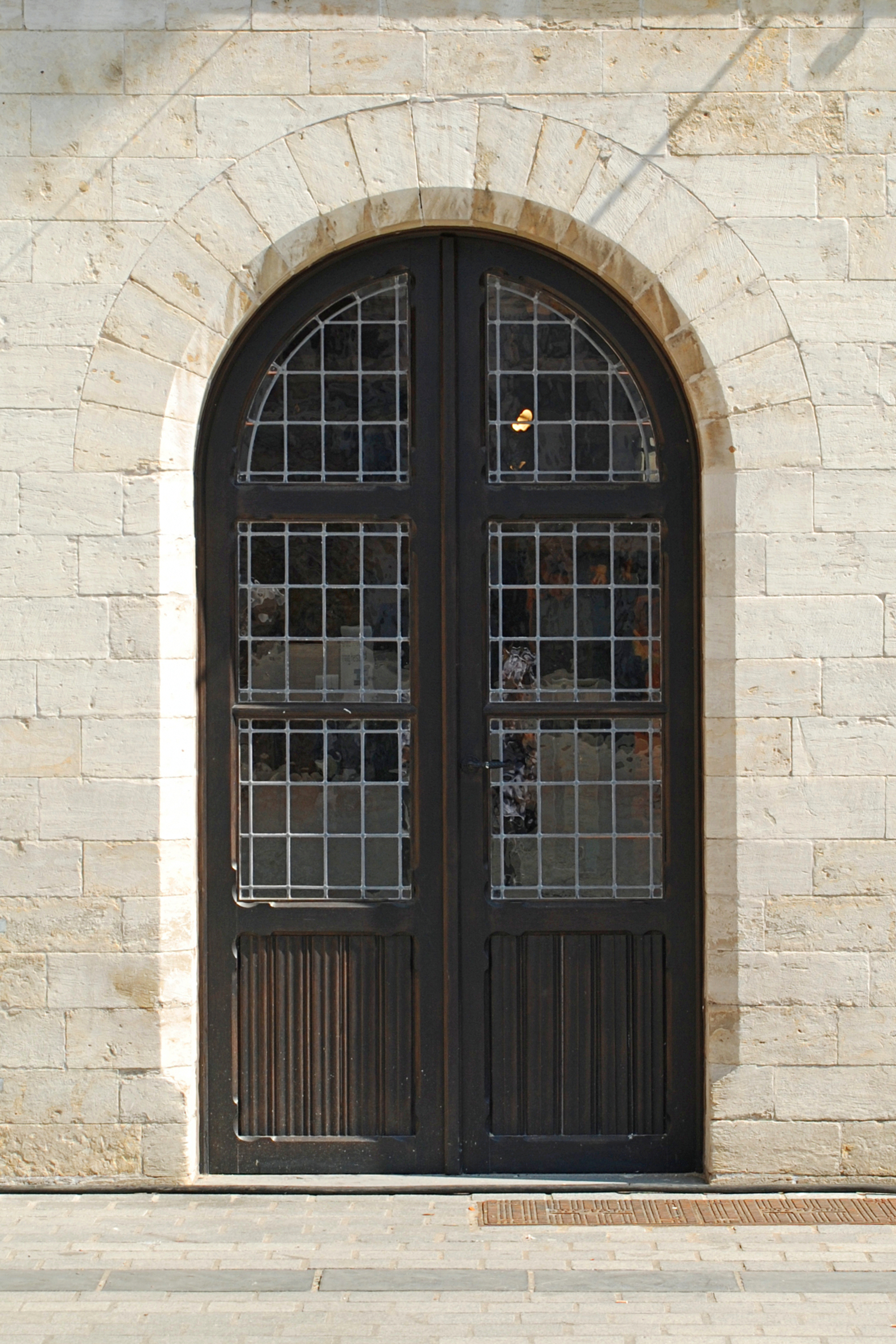
Porte de la halle aux draps.
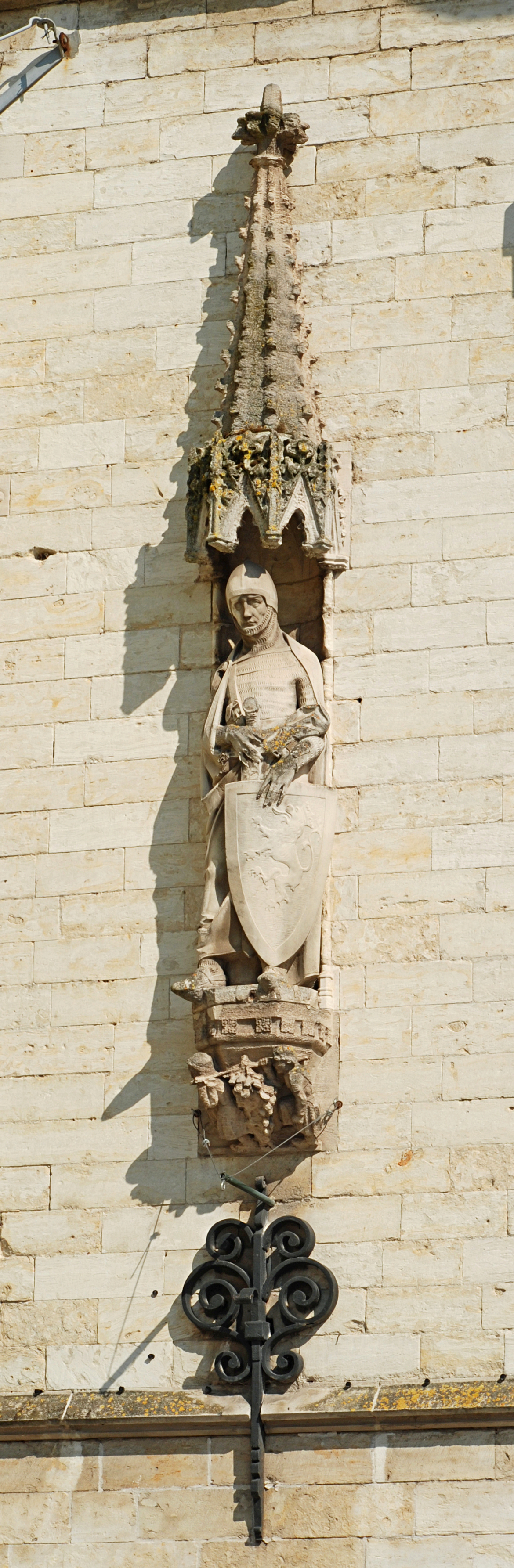
Un seigneur de Termonde.

#### Beffroi
Le beffroi du XIVe siècle était à l'origine la tour d'angle de la Halle aux draps, mais en raison de l'extension ultérieure du bâtiment et de sa transformation en hôtel de ville, il constitue aujourd'hui la partie centrale de l'édifice.
D'une hauteur de 29 mètres, le beffroi est composé de six niveaux surmontés par un étage fortifié pourvu de quatre tourelles d'angle percées de meurtrières et couvertes chacune d'une flèche octogonale d'ardoises. Le tout est couronné par une flèche octogonale ouverte, reconstruite et restaurée après la Première Guerre mondiale.
Le rez-de-chaussée est percé de deux portes rectangulaires. surmontées chacune d'une baie à arc en anse de panier intégrant des arcs trilobés.
Le premier étage du beffroi est orné en son milieu d'une niche gothique à arc trilobé et pinacles à fleurons, qui abrite une statue de la Vierge à l'Enfant. Sous les pieds de la Vierge, un cartouche ovale à tête d'angelot porte la mention « Ave Maria ».
Le deuxième étage arbore un balcon ajouré néo-gothique placé à la fin du XIXe siècle pour remplacer le balcon d'origine du XVIe siècle.
Les deux étages suivants sont percés chacun d'une fenêtre à croisée flanquée de statues de seigneurs, logées dans des niches à baldaquin. Les statues originelles, richement peintes, ont disparu et ont été remplacées en 1894 par des statues sculptées par Octave Maes.
Le dernier niveau sous l'étage fortifié est orné sur chaque face d'un arc ogival à remplage et larmier.

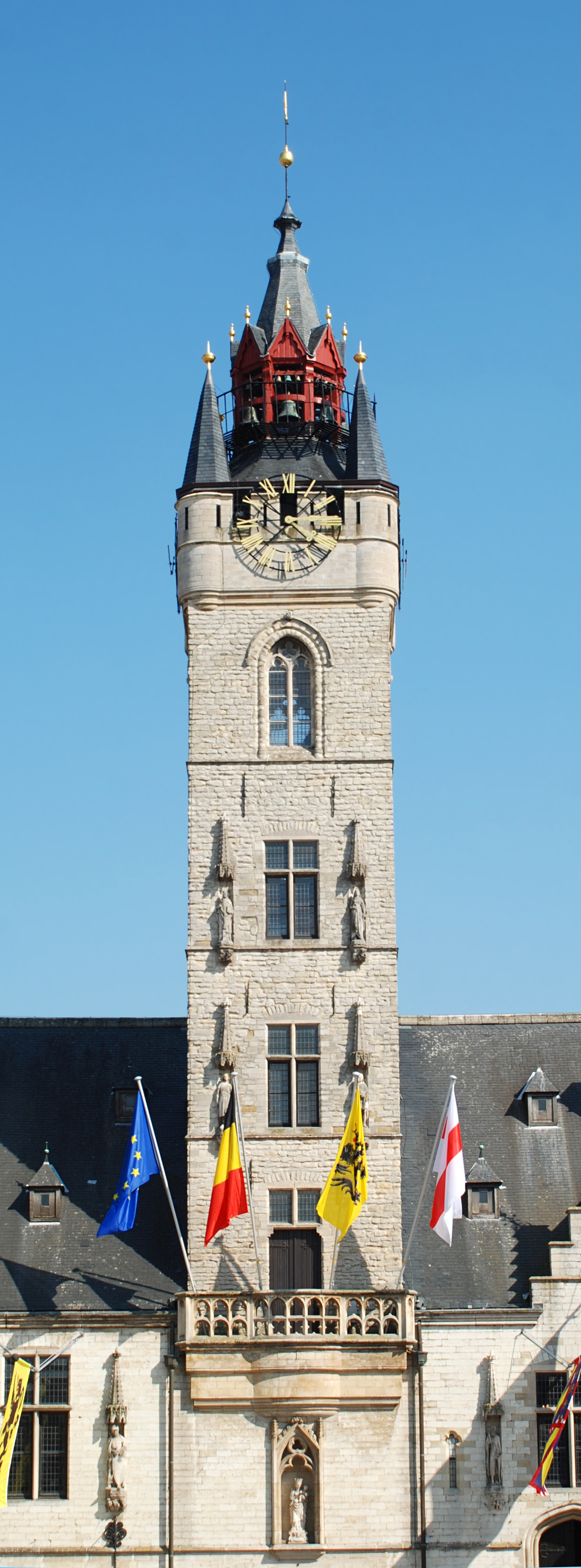
Le beffroi vu de face.
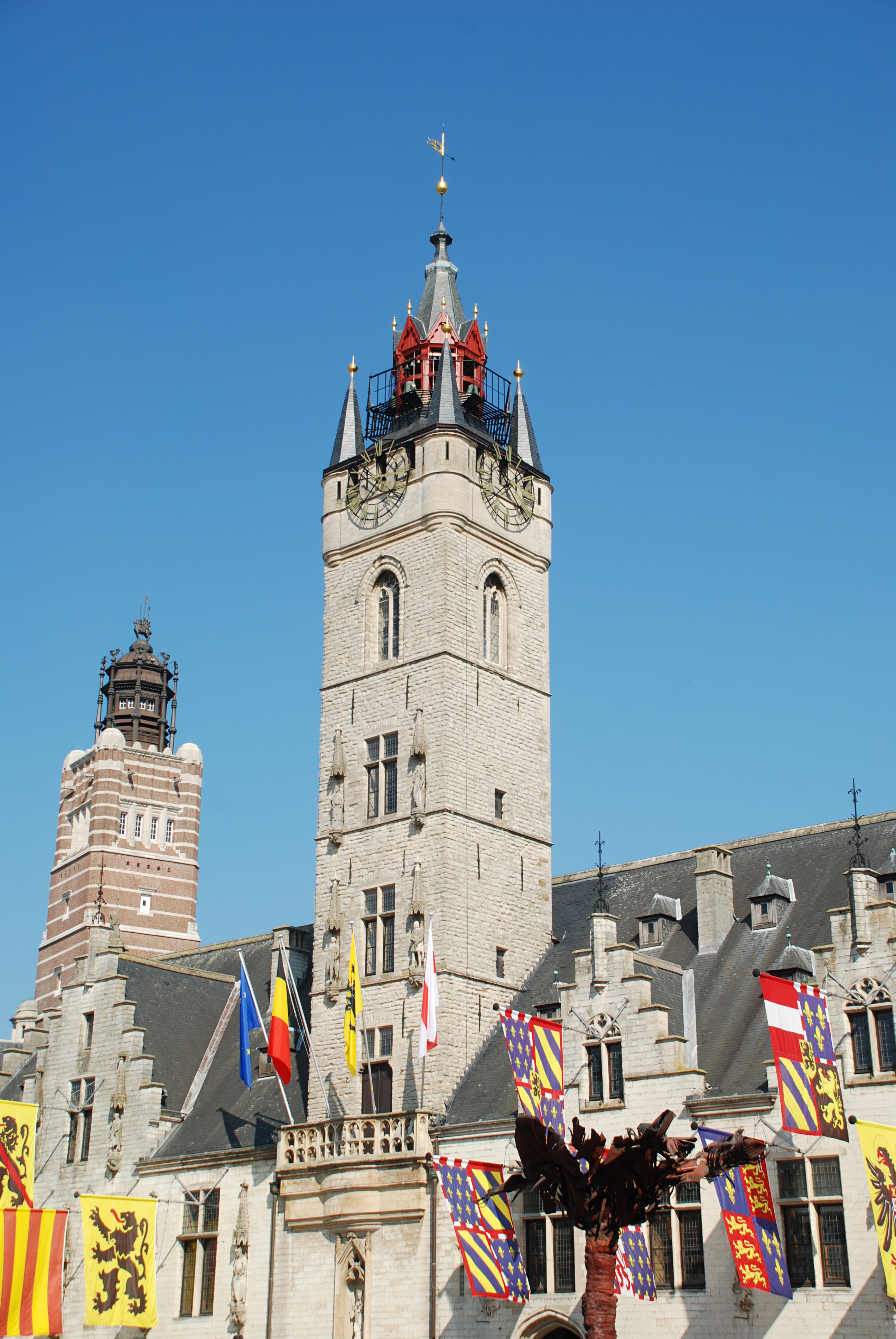
Le beffroi vu de trois-quarts.
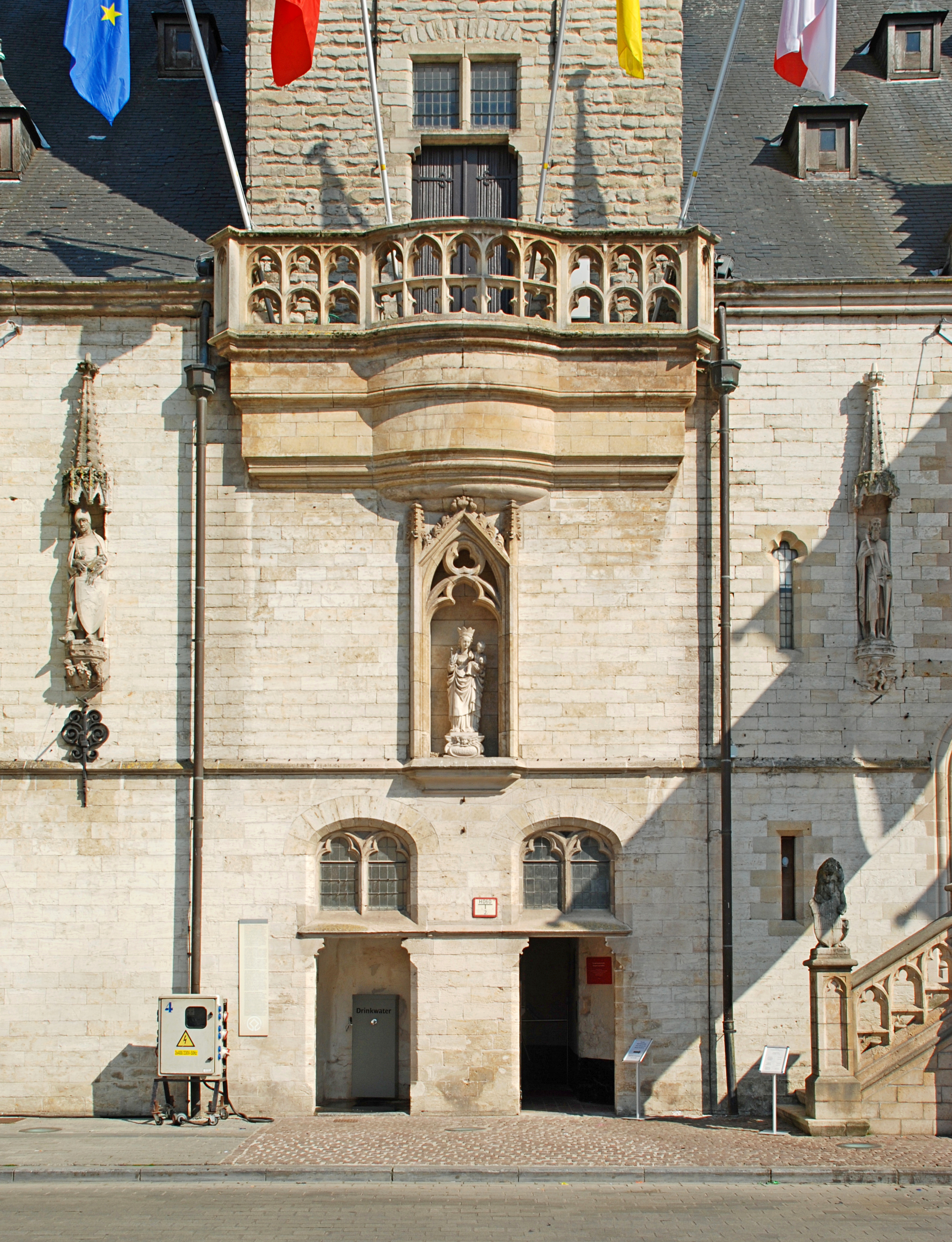
La base du beffroi.
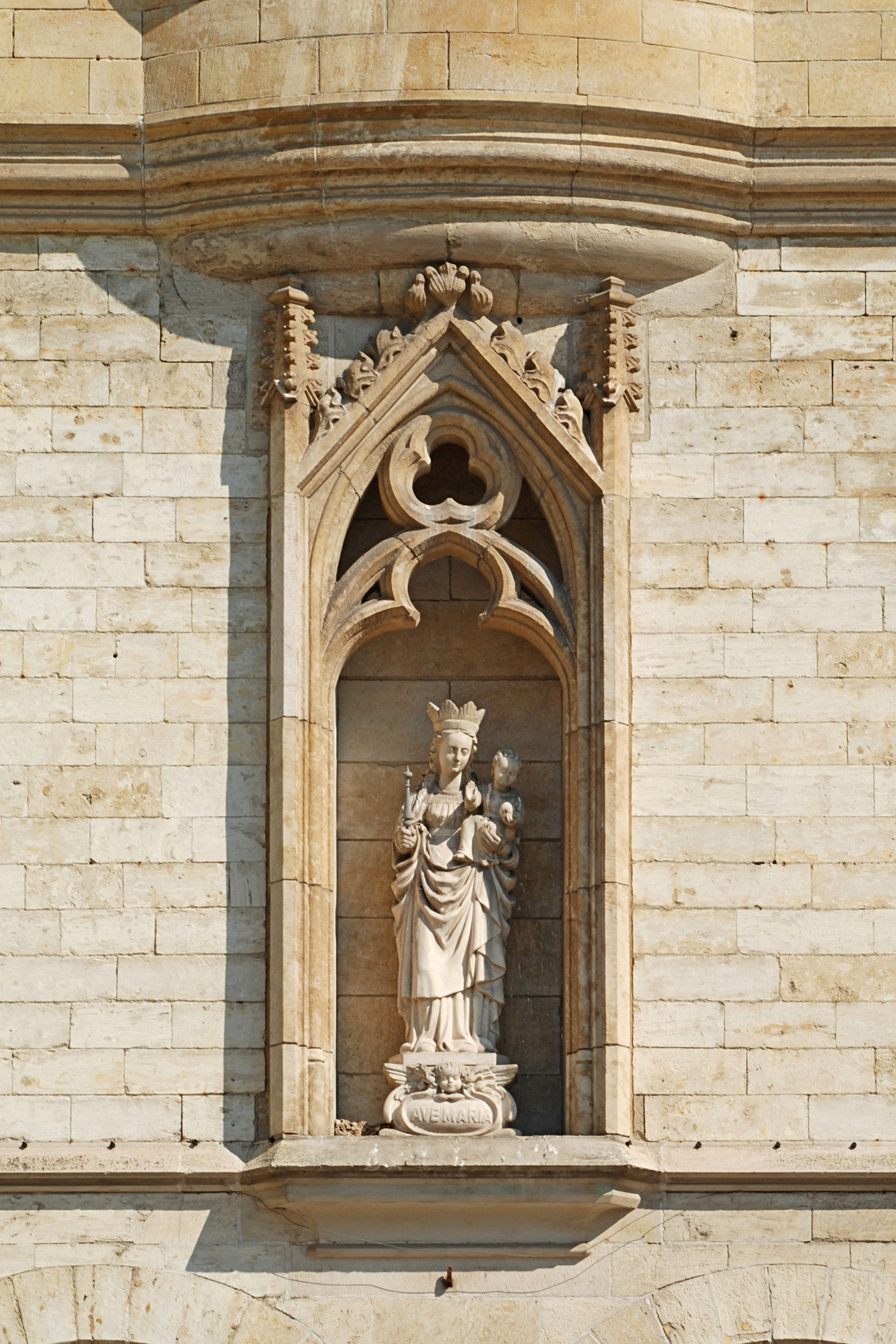
Niche.

#### Hôtel de ville (maison échevinale)
La partie droite est constituée de l'ancien hôtel de ville (maison échevinale), dont l'aspect gothique date en grande partie des campagnes de restauration de la seconde moitié du XIVe siècle.
La première travée du rez-de-chaussée est percée d'une porte à arc brisé surbaissé, précédée d'un double escalier d'accès qui est un ajout de la fin du XIXe siècle. En 1891-1892, la rampe fut couronnée par deux lions en pierre de France par Octave Maes, qui est également l'auteur des statues qui ornent le troisième et le quatrième étage du beffroi. Un des deux lions de l'escalier est une copie car le lion original a été détruit en 1934 après une réunion du conseil plutôt tumultueuse.
La deuxième et la quatrième travée rez-de-chaussée sont percées d'une fenêtre cintrée intégrant un meneau, une traverse et un remplage combinant arc trilobé et quatre-feuilles. Quant à la troisième travée, elle est percée d'une porte à arc trilobé. 
Le premier étage est identique à celui de la halle aux draps : quatre fenêtres à croisée à l'étage, dont les trumeaux sont ornés de statues logées dans des niches à baldaquin, qui ont été réalisées en 1895 par  G. Van Hove.
Enfin, la façade de l'hôtel de ville est surmontée de deux petits pignons à gradins en grès, qui datent des transformations effectuées à la fin du XIXe siècle par Édouard Bouwens.

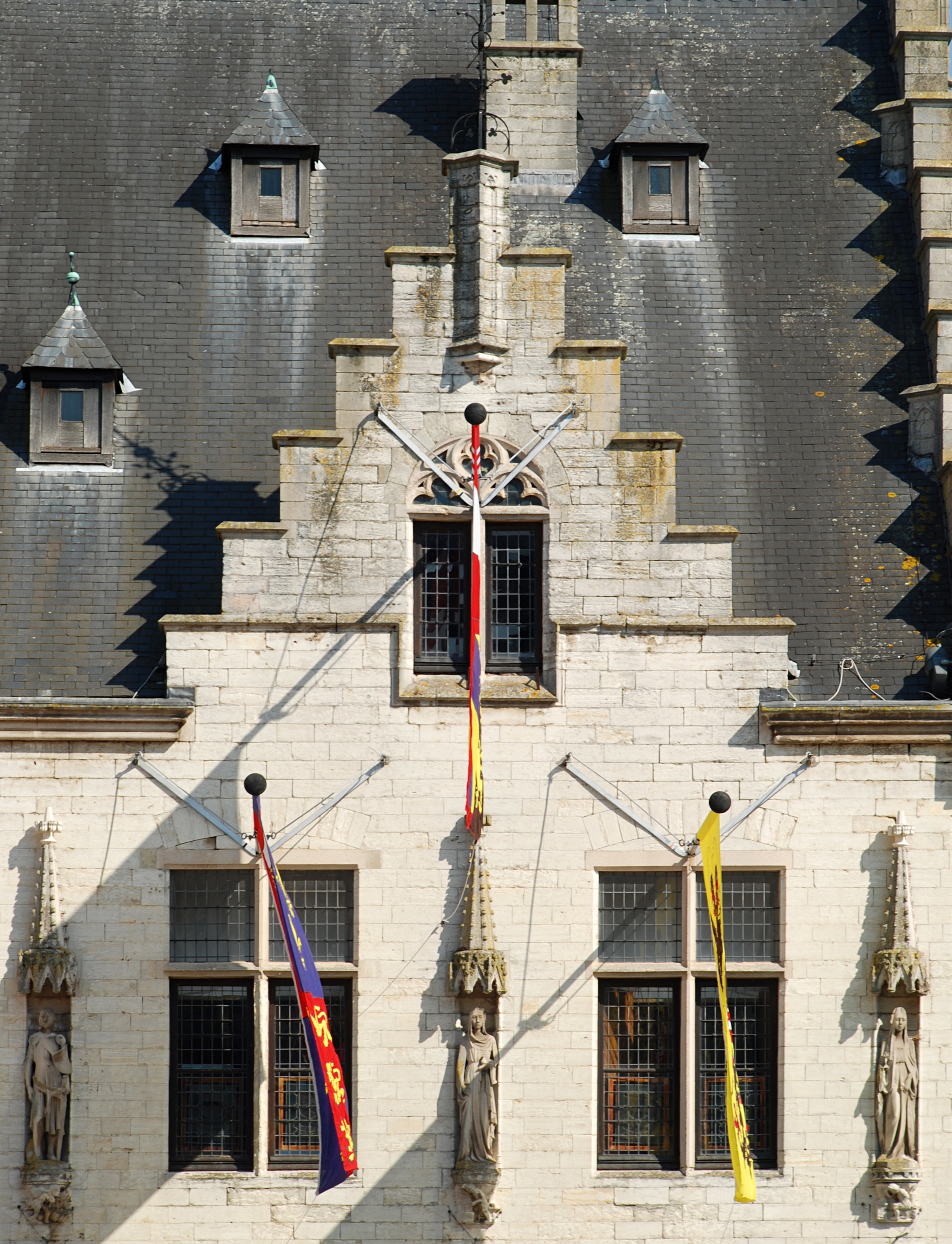
Pignon à gradins.
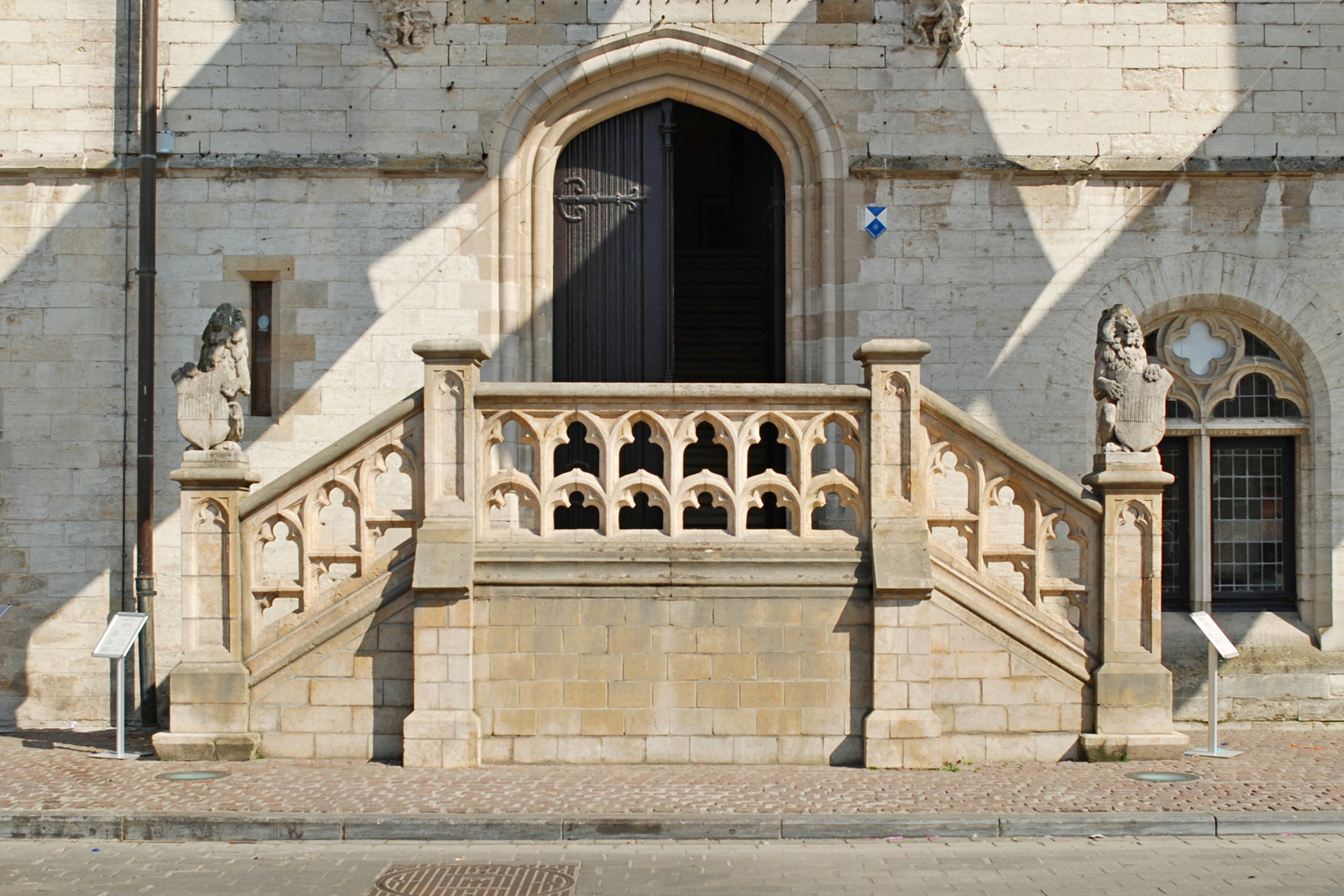
Le perron.
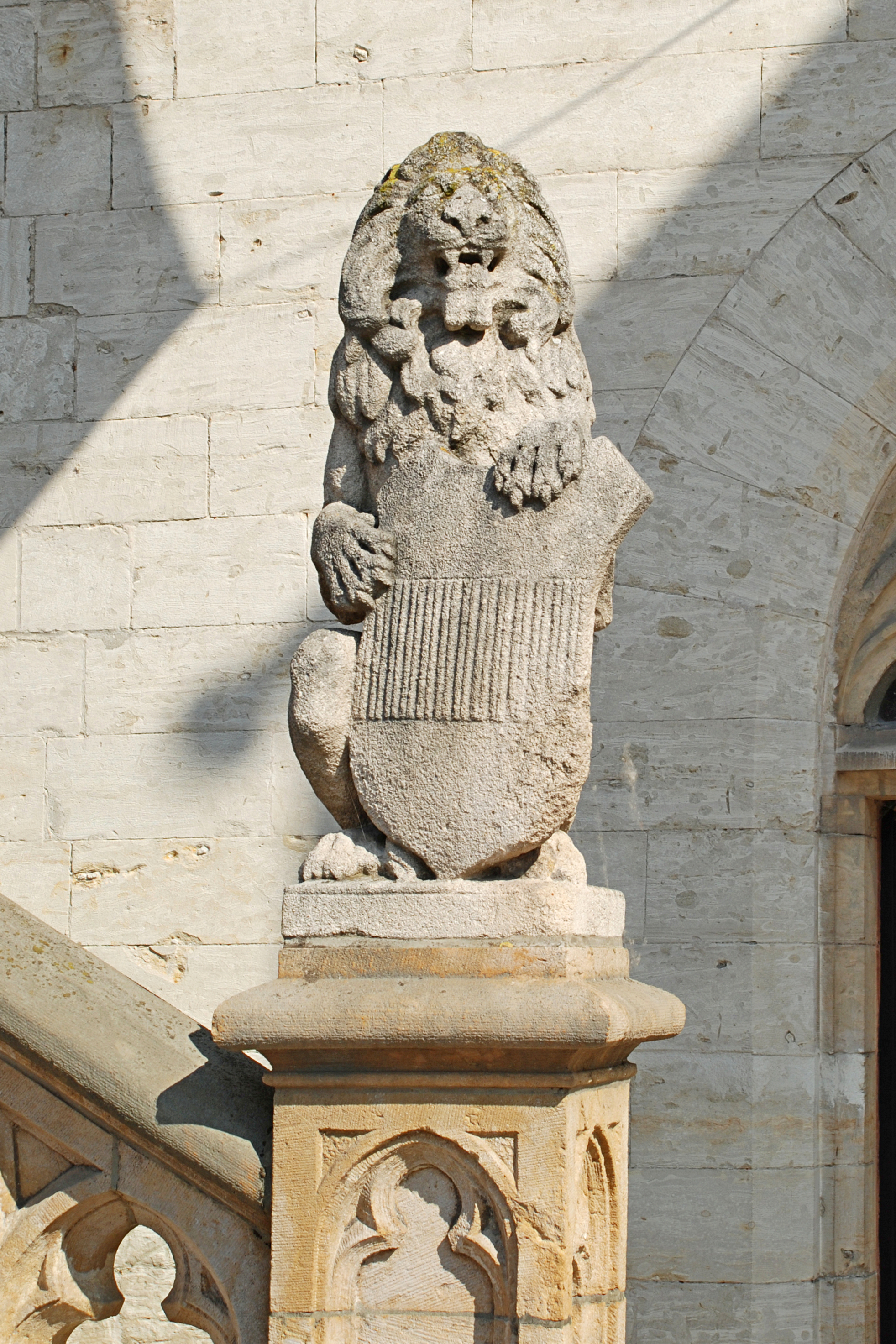
Lion du perron.

### Façades secondaires
La façade latérale sud de l'hôtel de ville, large de cinq travées, date de la fin du XIXe siècle. Son rez-de-chaussée est percé de quatre fenêtres cintrées intégrant un meneau, une traverse et un remplage combinant arc trilobé et quatre-feuilles, modèle déjà rencontré sur la façade principale, ainsi que d'une porte à arc trilobé et larmier. Elle se termine par un pignon à gradins.

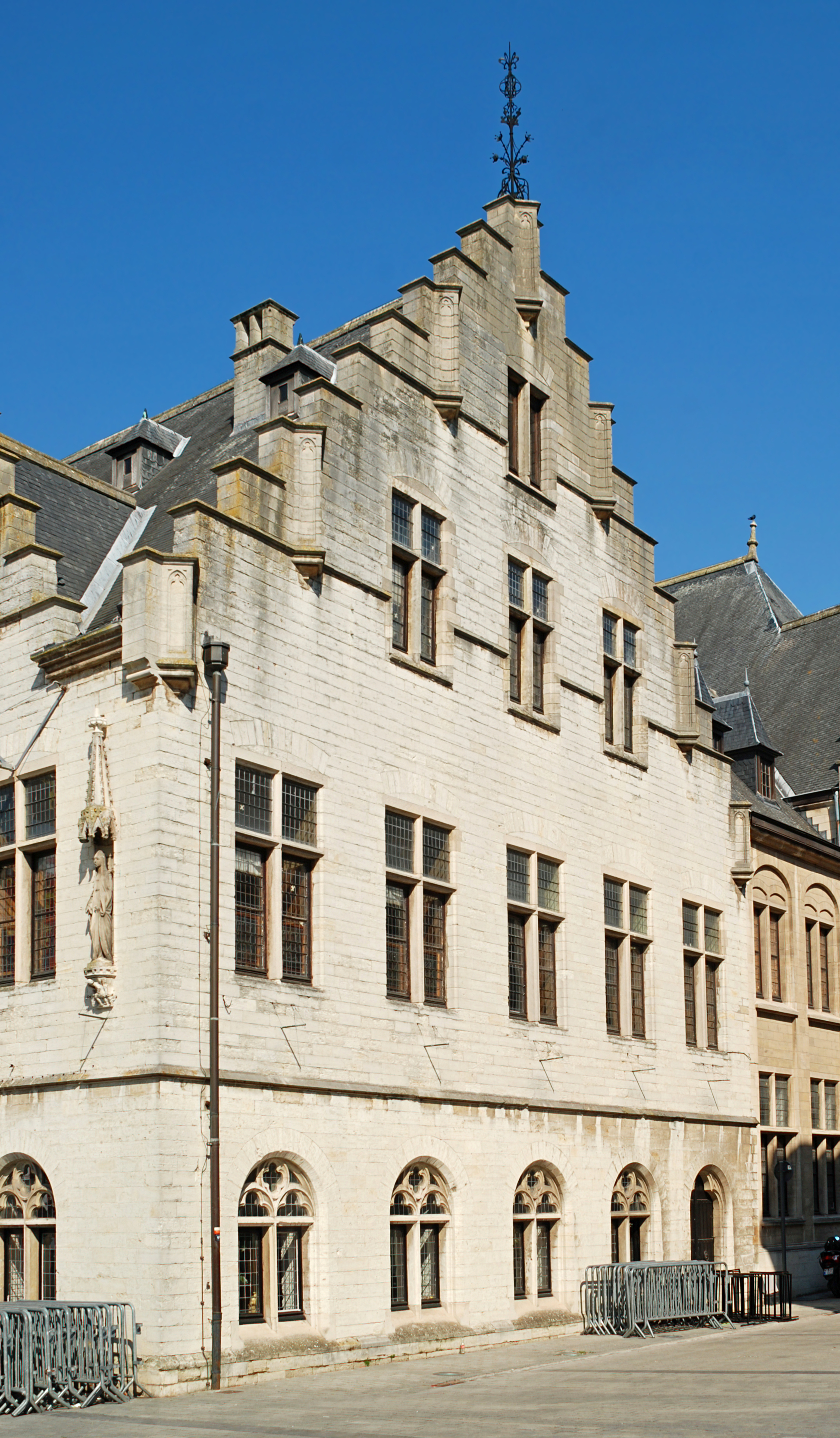
Façade sud.
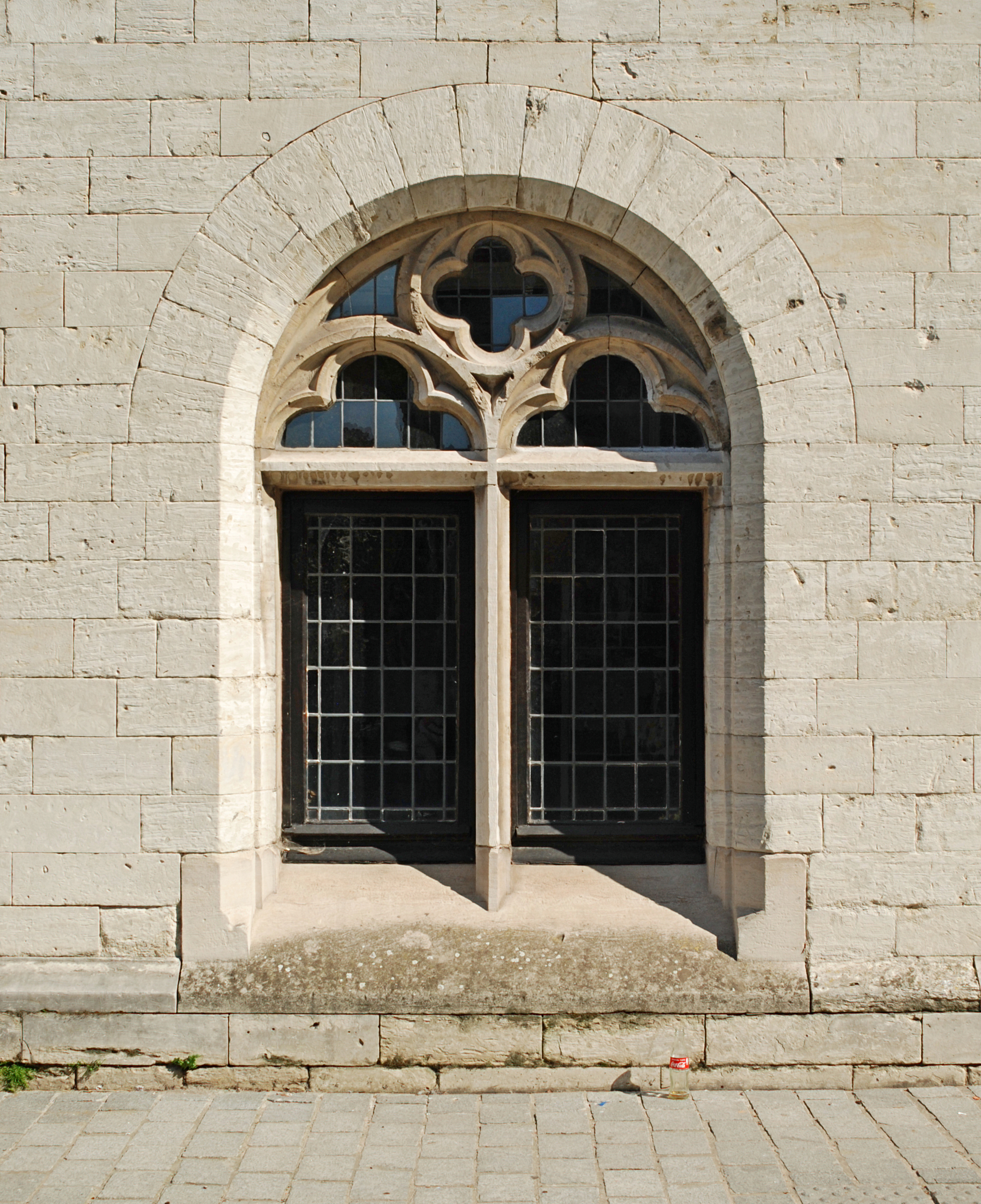
Baie de la façade sud.
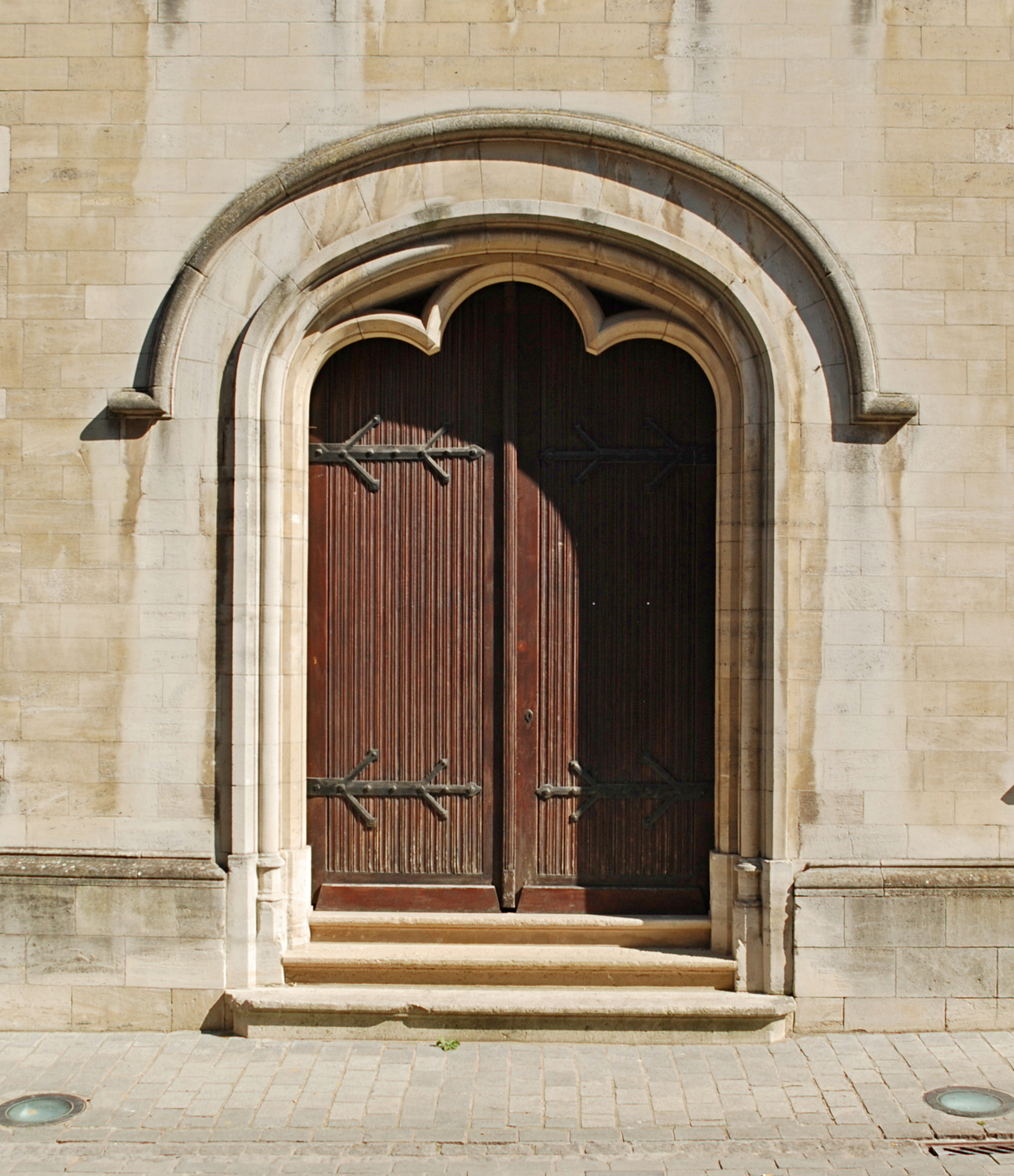
Porte de la façade sud.
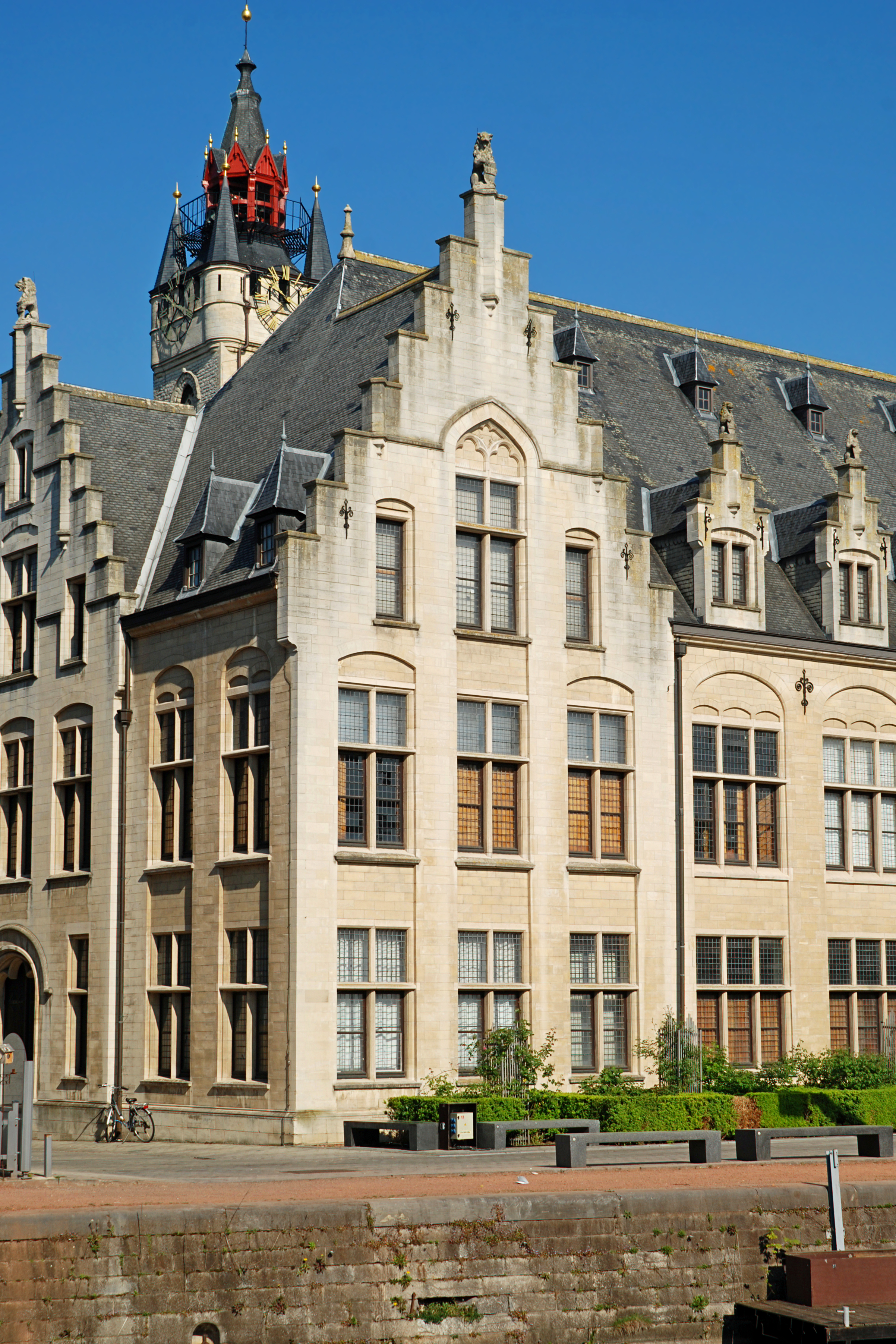
Façade orientale, face à la Dendre.

## Drapeaux héraldiques

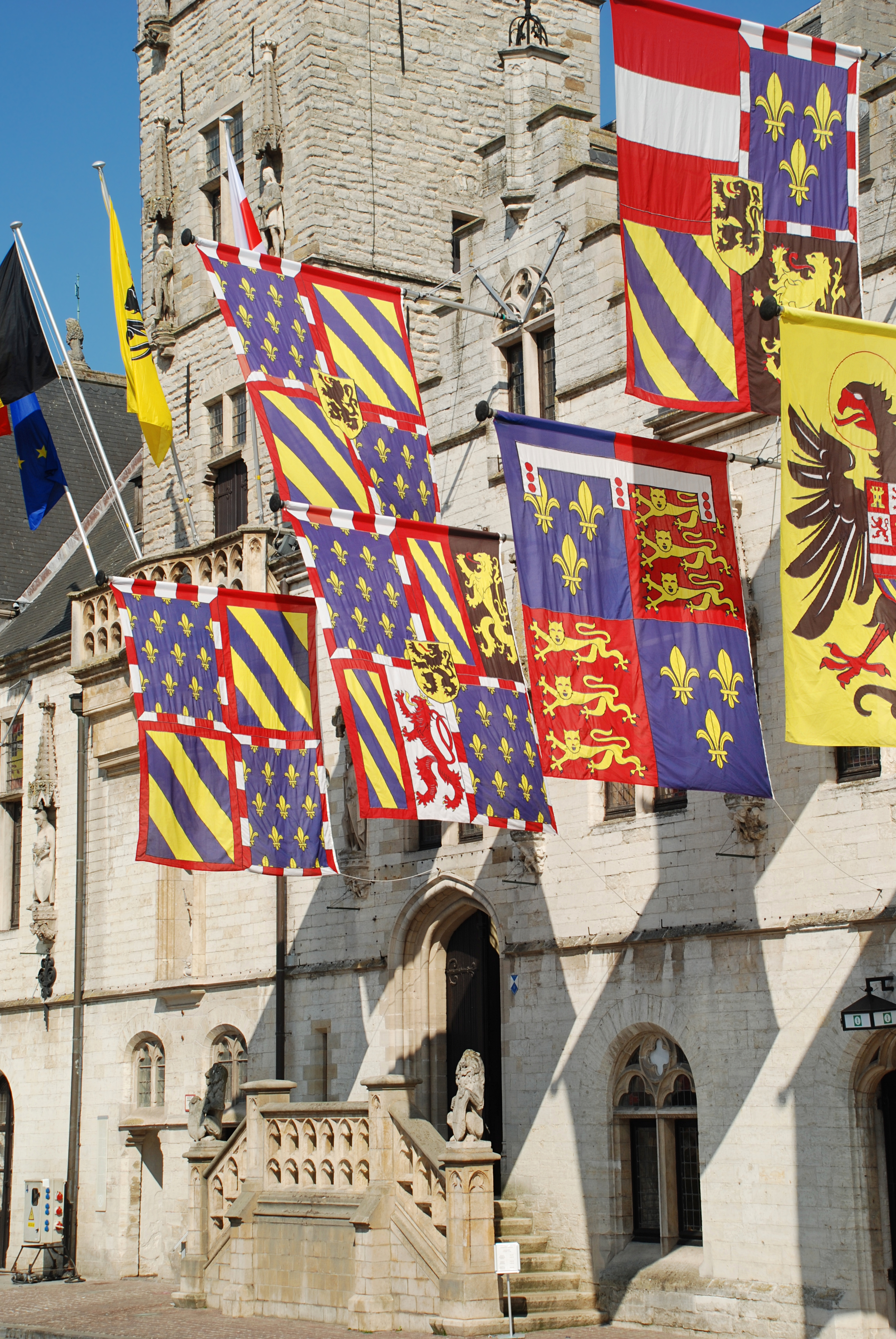
Drapeaux héraldiques.

Depuis le 21 juillet 1957, onze drapeaux héraldiques ornent en été la façade de l'hôtel de ville de Termonde.
Ils représentent les seigneurs et maîtres successifs de la ville de Termonde :
- à gauche du beffroi : Robert VII de Béthune et Termonde, Robert de Béthune, Guillaume de Crèvecoeur, Ingelram d'Amboise et le comte de Flandre Louis de Male ;
- à droite du beffroi : Philippe le Hardi, Jean sans Peur, Philippe le Bon + Charles le Téméraire + Marie de Bourgogne, Marguerite d'York (épouse de Charles le Téméraire), Philippe le Bel et Charles Quint.